# 盧畊心
盧畊心（？年—？年），字號不詳，四川省重慶府江北廳人，入巴縣學籍。清朝政治人物。
乾隆三十四年（1769年）己丑科同進士出身。曾任禮部員外郎